# Aphaniosoma separatum
Aphaniosoma separatum är en tvåvingeart som beskrevs av Ebejer 2007. Aphaniosoma separatum ingår i släktet Aphaniosoma och familjen gulflugor. Inga underarter finns listade i Catalogue of Life.